# Kościół Najświętszej Maryi Panny Królowej Różańca Świętego w Gdańsku-Przymorzu
Kościół Najświętszej Maryi Panny Królowej Różańca Świętego w Gdańsku – Przymorzu, zwany również "Okrąglakiem" – dwukondygnacyjny rzymskokatolicki kościół, znajdujący się w Gdańsku, w dzielnicy Przymorze Małe. Siedziba parafii. Wchodzi w skład dekanatu Gdańsk – Przymorze, który z kolei wchodzi w skład archidiecezji gdańskiej.

## Historia
Kościół powstał w latach '70. XX wieku, w zastępstwie dotychczasowego kościoła, na obszarze dzielnicy Przymorze Małe. Władze komunistyczne uniemożliwiały powstawanie nowych kościołów na obszarach tzw. nowych dzielnic robotniczych – którą to Przymorze, podobnie jak krakowska Nowa Huta przynajmniej w zamierzeniach socjalistycznych urbanistów stanowiło. Koncepcja architektoniczna, architekta Politechniki Gdańskiej dra Leopolda Taraszkiewicza, przewidywała powstanie wielkiego kościoła dla ówczesnego ponad 50-tysięcznego Przymorza. Efektem pracy wiernych stał się jeden z największych kościołów Polski powojennej, wybudowany od podstaw. Kościół cechuje się okrągłą sylwetką (stąd popularna nazwa "Okrąglak") i dwoma poziomami – Kościół dolny i górny.

### Kalendarium
- 12 sierpnia 1958 – Ordynariusz Edmund Nowicki erygował nową parafię NMP Królowej Różańca Świętego, wydzieloną z części parafii katedralnej. Pierwszym duszpasterzem wspólnoty przymorskiej był ks. Roman Siudek.

- 1958-1971 – powstanie parafii i wybudowanie prowizorycznej kaplicy z mieszkaniami dla księży. Zbierano wówczas podpisy pod petycjami do władz i urzędów i trwała wówczas nieustanna walka o pozwolenie na budowę kościoła.
- 1959 – na podstawie konkursu wyłoniono projekt kościoła autorstwa inż. Leopolda Taraszkiewicza.
- 1970 – wydanie zgody na budowę świątyni.
- 1971-1976 – czas budowania kościoła. Osiedle liczyło wówczas ponad 50 000 mieszkańców. W 1972 poświęcono kościół dolny, oraz odprawiono w nim pierwszą Pasterkę. 1975 parafię odwiedził kard. Stefan Wyszyński, a w roku 1976 kard. Karol Wojtyła[1].
- 1976 – Rozpoczęto budowę wolnostojącej, ponad 80 metrowej wieży.
- 15 kwietnia 1976 – dokonano poświęcenia kościoła górnego przez bpa Lecha Kaczmarka[2].
- 1992 – Arcybiskup Tadeusz Gocłowski konsekrował świątynię.
- 1992-2000 – od czasu konsekracji w kościele zamontowano witraże, oraz wykonano ołtarze w kaplicach bocznych.

## Wnętrze kościoła

### Dzwony
Wewnątrz wolnostojącej, wysokiej na 83 metrów wieży, znajdują się trzy dzwony. W posiadaniu kościoła niegdyś był dzwon "Maryja", ważący 900 kg, brzmiący w tonacji f', odlany we Wrocławiu. Obecnie znajduje się on na wieży kościoła w Wiślinie.
|              | Imię     | Waga    | Ton  | Rok odlania | Odlewnia                    |
| ------------ | -------- | ------- | ---- | ----------- | --------------------------- |
| Mały dzwon   | Wojciech | 350 kg  | h’   | 1982        | Janusz Felczyński, Przemyśl |
| Średni dzwon | Piotr    | 600 kg  | gis’ | 1982        | Janusz Felczyński, Przemyśl |
| Duży dzwon   | Maryja   | 1200 kg | f’   | 1982        | Janusz Felczyński, Przemyśl |

### Organy
Organy zostały wybudowane przez firmę Józefa i Zdzisława Mollina w 2000 roku. Posiadają mechaniczną trakturę gry. Stół gry jest wbudowany w przednią część szafy organowej, w jej centralnej części. 
Dyspozycja instrumentu
| Manuał I               | Manuał II              | Manuał III                | Pedał               |
|                        | Pozytyw                | Żaluzja                   |                     |
| ---------------------- | ---------------------- | ------------------------- | ------------------- |
| 1. Pryncypał 16'       | 1. Pryncypał włoski 8' | 1. Flet Kryty 16'         | 1. Pryncypał 16'    |
| 2. Pryncypał 8'        | 2. Flet Kryty 8'       | 2. Burdon 8'              | 2. Subbas 16'       |
| 3. Flet harmoniczny 8' | 3. Pryncypał 4'        | 3. Salicjonał 8'          | 3. Oktawa 8'        |
| 4. Gamba 8'            | 4. Flet rurkowy 4'     | 4. Vox coelestis 8'       | 4. Flet 8'          |
| 5. Oktawa 4'           | 5. Kwinta 2 2/3'       | 5. Flet łączony 4'        | 5. Chorał 4'        |
| 6. Flet 4'             | 6. Flet leśny 2'       | 6. Nasard 2 2/3'          | 6. Mixtura 6x       |
| 7. Oktawa 2'           | 7. Tercja 1 3/5'       | 7. Tercja 1 3/5'          | 7. Puzon 16'        |
| 8. Mixtura 5-6x        | 8. Kwinta 1 1/3′       | 8. Mixtura 3-4x           | 8. Trąbka basowa 8' |
| 9. Trąbka 16'          | 9. Oktawa 1'           | 9. Cymbel 3x              | 9. Clairon 4'       |
| 10. Trąbka 8'          | 10. Regał francuski 8' | 10. Trąbka harmoniczna 8' |                     |
|                        |                        | 11. Obój francuski 8'     |                     |